# Бременские музыканты (фильм)
«Бре́менские музыка́нты» — российский музыкальный фильм-сказка режиссёра Алексея Нужного, написавшего сценарий в соавторстве с Игорем Гринякиным. Основанная на одноимённом мультфильме и его продолжении студии «Союзмультфильм», снятых по мотивам сказки братьев Гримм, картина рассказывает о приключениях Трубадура (Тихон Жизневский) и его группы бродячих музыкантов — Кошки (Ирина Горбачёва), Пса (Роман Курцын), Петуха (Аскар Нигамедзянов) и Осла (Дмитрий Дюжев). Также в фильме снимались Валентина Ляпина, Мария Аронова, Сергей Бурунов, Константин Хабенский, Юлия Пересильд и Мирон Проворов.
Впервые о проекте стало известно летом 2022 года, когда он получил финансовую поддержку «Фонда кино». В декабре того же года объявили об актёрском составе. Съёмки прошли с июля по август 2023 года. Музыку и песни к фильму написал Максим Фадеев совместно с Геннадием Гладковым.
Премьера фильма «Бременские музыканты» состоялась 18 декабря 2023 года в Москве. В широкий прокат картина вышла 1 января 2024 года. Фильм собрал более 3 млрд рублей в прокате и получил смешанные отзывы от критиков и зрителей.
Телевизионная премьера состоялась 21 февраля 2025 года на канале «Россия-1».

## Сюжет
Невероятно талантливый в музыке мальчик по имени Трубадур рано лишается матери и приезжает в Бремен, где хочет спеть на площади. Его ловят дети-разбойники и приводят к своей атаманше Луизе, которая изъявляет желание услышать пение Трубадура. Луизу впечатляет талант мальчика, и она умело использует его, чтобы грабить людей, пока те очарованы песней Трубадура. Но однажды на след банды выходит Гениальный Сыщик.
Трубадур мешает ему поймать атаманшу, но его самого сажают в темницу. Выйдя на волю спустя много лет, Трубадур отправляется к мосту, под которым раньше находилось логово разбойников, чтобы поквитаться с Луизой. Разбойников там уже нет, и вместо них мужчина встречает антропоморфных Пса, Осла, Петуха и Кошку — бродячих музыкантов, которые, впечатлившись игрой Трубадура на электрогитаре, берут его к себе в группу солистом.
Трубадур и животные приходят на площадь, чтобы выступить на музыкальном фестивале «Мечты», на котором будет присутствовать Король, переживающий напряжённые отношения со своей дочерью, капризной и пылкой Принцессой. Ни один из конкурсантов не впечатляет Короля, и только лишь импровизированная песня группы «Бременские музыканты» (так себя с животными назвал Трубадур) заставляет Принцессу выйти на балкон, где она и знакомится с Трубадуром, и группа побеждает в конкурсе. Король позволяет Трубадуру станцевать с Принцессой, пусть и с издёвкой; во время танца Принцесса заигрывает с Трубадуром и силой заставляет его себя поцеловать, обставив всё так, будто он был инициатором. За это «Бременских музыкантов» прогоняют из Бремена, и они едут через лес, где их преследуют разбойники. Во время погони Трубадур замечает спрятавшуюся в сундуке Принцессу и с помощью Кошки спасает её от разбойников.
Принцесса рада выбраться за пределы дворца, однако Трубадур твёрдо настаивает на том, чтобы вернуть её домой. Принцесса предлагает животным выступить на ночном музыкальном фестивале, и те соглашаются, несмотря на возражения Трубадура. Тем временем, обнаружив пропажу дочери, Король отправляет на её поиски Сыщика. По пути на фестиваль «Бременские» репетируют под руководством Принцессы, пытаясь придумать песню, с которой они будут выступать; параллельно Трубадур и Принцесса со временем влюбляются друг в друга. На сцене в ночь перед выступлением они почти что целуются, но Сыщик усыпляет Принцессу с помощью дротика со снотворным и сбегает вместе с ней. Однако, несмотря на то, что он выполнил свою задачу, Король отказывается платить Сыщику и зло насмехается над ним.
Трубадур собирается вернуться в Бремен и спасти возлюбленную, но на полпути попадает в логово разбойников, где и встречается с Луизой. Он очень зол на женщину из-за того, что она использовала его и ничего не сделала, чтобы его освободить раньше из тюрьмы, однако гнев мужчины лишь впечатляет атаманшу. Она соглашается ему помочь: они с Трубадуром подстраивают всё так, что тот якобы «очистил лес от разбойников» (естественно, приведя их всех с собой в доказательство), и ворота Бремена открывают. Как только Король и его стража временно покидают город, Трубадур проникает в покои Принцессы, а разбойники захватывают власть в королевстве. Принцессу это сильно пугает, и она сильно злится на Трубадура, который понимает, что Луиза снова его умело использовала. Трубадур оказывается в темнице и горько раскаивается перед своей матерью, которой когда-то пообещал «петь от чистого сердца», но Сыщик спасает его от тюремного заключения и садится в камеру вместо него.
Тем временем «Бременские музыканты» выходят на сцену в неполном составе, и поначалу их выступление не вызывает восторга у толпы, но ситуацию спасает неожиданное появление Трубадура. Он признаётся всем в том, что виноват в захвате королевской власти атаманшей, и просит помощи у животных. Все, кроме Петуха, соглашаются и вместе с Трубадуром едут в Бремен. Наутро разбойники готовятся изгнать Сыщика, Короля и Принцессу вон из города с помощью механизма под названием «Королевский пендель». Первым готовятся изгнать Сыщика, однако прямо перед ударом тот внезапно исчезает. Трубадур, животные, Король и Принцесса вступают с разбойниками в бой, но их ловят, а Король улетает за городскую стену прямо в болото. «Музыкантов» собираются сжечь заживо в их деревянной повозке вместе с Принцессой, однако им на помощь приходит Петух, который полностью тушит пожар. После этого Луизу изгоняют из Бремена, и она тоже падает в болото, где знакомится с Королём, которому помогает выбраться на берег, и признаётся ему в том, что хочет, чтобы её не боялись, а любили.
Король женится на атаманше, а Трубадур — на Принцессе, и в честь этого во дворце устраивают бал с танцами и фейерверком. Животные грустят, так как уже успели привязаться к Трубадуру, и уезжают из Бремена, но Трубадур с Принцессой их догоняют и едут с ними.

## В ролях

### Люди
- Тихон Жизневский — Трубадур
  - Мирон Проворов — Трубадур в детстве
- Валентина Ляпина — Принцесса
- Мария Аронова — Луиза, атаманша
- Сергей Бурунов — Король
- Константин Хабенский — Сыщик
- Юлия Пересильд — мать Трубадура
- Богдан Кияшко — итальянский певец

### Животные
- Ирина Горбачёва — Кошка
- Роман Курцын — Пёс
- Аскар Нигамедзянов — Петух
- Дмитрий Дюжев — Осёл

## Производство
20 июля 2022 года студии «ТриТэ» и «Союзмультфильм» представили на очной защите «Фонда кино» экранизацию советского мультфильма «Бременские музыканты» (1969), объявив о том, что Алексей Нужный станет режиссёром, а роли сыграют Тихон Жизневский, Сергей Бурунов, Мария Аронова, Константин Хабенский и Юрий Стоянов. По словам продюсера фильма Леонида Верещагина, сценарий был написан совместно с «Союзмультфильмом» по мотивам оригинала, однако в проекте присутствуют оригинальные сюжетные линии, причём некоторые из линий оригинала изменены и расширены. Так, в фильме показано детство Трубадура и его знакомство с животными. В августе фильм вошёл в список утверждённых к получению поддержки «Фонда кино» проектов, а после получил от организации 700 млн рублей на безвозвратной основе. В декабре было объявлено, что Жизневский, Бурунов, Аронова и Хабенский сыграют Трубадура, Короля, Атаманшу и Сыщика соответственно, а на роли животных рассматривались Юрий Борисов, Ирина Горбачёва, Дмитрий Дюжев и Роман Курцын. Для сходства последних с настоящими животными были использованы пластический грим и аниматроника; грим был разработан художником Петром Горшениным. По словам Жизневского, когда ему предложили роль Трубадура, он испугался, поскольку «никогда не мечтал сняться в роли Трубадура, однако всегда хотел поработать в каком-то сказочном музыкальном проекте». В начале Бурунов отказался от роли Короля, потому что, по его словам, «не понимал, как играть», однако Нужному всё же удалось уговорить актёра. В январе 2023 года министр культуры Российской Федерации Ольга Любимова заявила о том, что фильм может получить поддержку со стороны Минкульта, намереваясь продолжать «курс на семейное кино» в связи с кассовым успехом фильма «Чебурашка» (2023), который чуть более чем за одну неделю собрал более 4 млрд рублей.
За два месяца до съёмок были выстроены декорации из 100 домов, городской стены и замка. Съёмки начались в июле 2023 года и проходили в Кабардино-Балкарской республике, Крыму, Дагестане, Оренбургской области и на Урале. Сцены, происходящие в городе Бремен, снимались в Москве на территории компании «Главкино». В июле были опубликованы изображения актёров в образах своих героев, из которых стало известно, что Валентина Ляпина сыграет Принцессу, а также то, что Борисова в роли Петуха заменил Аскар Нигамедзянов. Борисов из проекта выбыл из-за своего плотного графика. Актёров перед съёмками гримировали по три часа. По словам Курцына, съёмки в гриме стали испытанием как для него, так и для других актёров в ролях животных:
Я после первого съёмочного дня сказал, что я отказываюсь. Если можно сейчас уйти и отказаться от проекта, я готов это сделать. Мы закончили двенадцать часов, у меня сняли пластический грим, шкуру, капор, зубы, и я подошёл к Лёше Нужному сказал: „Лёш, это самое сложное, что я делал в кино за 17 лет, и если можно сейчас отказаться, я готов отказаться“.Роман Курцын, 
Нигамедзянов также отзывался о сложностях съёмок в гриме, во многом связанных с жарой и липкой маской Петуха: «А у меня ещё были куриные ноги силиконовые, тоже брали слепки моих ног, и под конец съёмочного дня у тебя уже куриный бульон, потому что ты, конечно, потеешь и это все непросто».
Съёмки завершились в августе 2023 года.

## Музыкальное сопровождение
На момент анонса создатели уже получили лицензию на обработку оригинальных композиций Геннадия Гладкова, звучавших в мультфильме. В дополнение к уже существующим композициям для фильма были записаны и новые песни. Гладков участвовал в работе совместно с композитором Максимом Фадеевым. Это последний проект, над которым Гладков успел поработать перед своей смертью 16 октября 2023 года. Нужный в целом похвалил работу композитора: «Мы сохранили все песни Геннадия Гладкова и придали им современное звучание. Также Макс [Фадеев] написал пару новых песен. Очень органично их вплёл и расширил наш мир. Мне бы хотелось, чтобы поход в кинотеатр на наш фильм стал большим праздником, где всей семьёй можно петь любимые песни». Актёры сами исполняли песни и играли на музыкальных инструментах, исключением стал лишь Мирон Проворов, сыгравший Трубадура в детстве, — в тех сценах, где он поёт, актёр переозвучен участником шоу «Голос. Дети» Георгием Табуркиным. Альбом с песнями из фильма, получивший название «Бременские музыканты (Официальный саундтрек к фильму)», вышел на цифровых площадках 29 декабря. В самом начале ленты звучит оригинальная версия «Песни друзей» («Ничего на свете лучше нету…»), однако в саундтрек она не включена.
| №                   | Название                            | Исполнители | Длительность |
| ------------------- | ----------------------------------- | --- | ------------ |
| 1.                  | «Серенада Трубадура. Детство»       | Георгий Табуркин Юлия Пересильд                                                                                     | 2:22         |
| 2.                  | «Песня маме»                        | Табуркин | 3:14         |
| 3.                  | «Серенада Трубадура (15 лет)»       | Влад Герман | 0:17         |
| 4.                  | «Дуэт Короля и Принцессы»           | Сергей Бурунов Валентина Ляпина                                                                                     | 1:04         |
| 5.                  | «Марш парад»                        | Евгения Майер-Фогель Андрей Вальц                                                                                   | 0:41         |
| 6.                  | «Кто здесь прячет любовь»           | Тихон Жизневский Дмитрий Дюжев Ирина Горбачёва Дмитрий Венгеров Вальц                                               | 1:46         |
| 7.                  | «Трубадур и Принцесса»              | Герман | 0:41         |
| 8.                  | «Сказка»                            | Георгий Жохов | 0:26         |
| 9.                  | «Ку-Ка-Ре-Ку»                       | Ляпина Жизневский Дюжев Горбачёва Вальц Майер-Фогель                                                                | 4:13         |
| 10.                 | «Песня гениального Сыщика»          | Константин Хабенский                                                                                                | 1:04         |
| 11.                 | «Дуэт Принцессы и Трубадура»        | Жизневский Ляпина Венгеров                                                                                          | 1:17         |
| 12.                 | «Притворная песня Трубадура»        | Жизневский | 0:22         |
| 13.                 | «Первая песня разбойников»          | Мария Аронова | 1:09         |
| 14.                 | «Мы не напугаем»                    | Савва Фадеев Аронова                                                                                                | 1:04         |
| 15.                 | «Песня охраны»                      | Василий Голдаковский Алексей Нужный Алексей Самоделко Кирилл Пискарёв Илья Варанкин Камалди Усманов Дмитрий Морозов | 2:21         |
| 16.                 | «Первая песня разбойников»          | Андрей Ткачук | 1:00         |
| 17.                 | «Парад заграничных певцов»          | Горбачёва Жизневский Дюжев Вальц                                                                                    | 2:06         |
| 18.                 | «Пугательная»                       | Жизневский Горбачёва Дюжев Вальц                                                                                    | 1:17         |
| 19.                 | «Серенада Трубадура. Финальный луч» | Пересильд Жизневский                                                                                                | 1:44         |
| 20.                 | «Гимн любви»                        | Ляпина Жизневский                                                                                                   | 2:08         |
| 21.                 | «Песня друзей»                      | Жизневский Ляпина Горбачёва Дюжев Вальц                                                                             | 3:17         |
| 22.                 | «За облака»                         | Максим Фадеев | 3:50         |
| Общая длительность: | Общая длительность:                 | Общая длительность:                                                                                                 | 37:23        |

## Рекламная кампания
13 сентября 2023 года вышел первый трейлер картины. Ролик вызвал в основном отрицательную реакцию у зрителей: многие отметили отталкивающие образы зверей, имеющие эффект «Зловещей долины» и напоминающие от этого персонажей из фильма «Кошки» (2019). Также зрители в шутку назвали фильм экранизацией видеоигры Hotline Miami. В конце ноября 2023 года на фестивале экранизаций «Читка 2.0» были показаны фрагменты из фильма. Автор издания «Смотрим» положительно отозвался о материале: «Этому новогоднему фильму конкурсы не нужны, ведь он уже обречен на народный успех». 20 декабря вышел финальный трейлер фильма.

## Премьера
11 декабря 2023 года на презентации кинопрокатной компании «Централ Партнершип» в кинотеатре «Октябрь» в Москве состоялась закрытая премьера фильма «Бременские музыканты». 15 декабря Минкульт выдал картине прокатное удостоверение. Официальная премьера состоялась 18 декабря в том же кинотеатре «Октябрь». Помимо актёров и съёмочной группы фильма присутствовали и другие звёздные гости, такие как Леон Кемстач, Никита Михалков, его старшие дети Анна и Артём, Александр Олешко и Юлия Волкова. 24 декабря в кинотеатре «Аврора» в Санкт-Петербурге состоялся специальный показ, на котором фильм представил Жизневский. Картина вышла в российский прокат 1 января 2024 года, в том числе в премиальном формате «Космакс». Дистрибьютором картины стала ЦПШ. Фильм демонстрируется в двух версиях — с субтитрами («караоке») и без.
Цифровой релиз картины состоялся 26 марта 2024 года — в этот день она появилась в библиотеке онлайн-кинотеатра Okko. 26 апреля представители сервиса обратились в Московский городской суд с требованием заблокировать пиратскую ссылку на фильм, размещённую, по их словам, американской компанией Cloudflare, Inc. Судья, однако, оставил дело без движения, поскольку иск был подан без соблюдения требований, установленных в статье 132 ГПК РФ.

## Реакция

### Кассовые сборы
В свой первый день «Бременские музыканты» собрали в прокате России 198,9 млн рублей, уступив лидерство лишь другому релизу ЦПШ, также вышедшему 1 января, — кинокартине «Холоп 2» (295 млн). К 4 января сборы фильма достигли отметки в 1 млрд рублей; по данным портала KinoNews, подсчитавшего бюджет фильма без учёта средств «Фонда кино», проект начал приносить прибыль уже с этого момента. 9 января сборы превысили 2 млрд рублей.

### Отзывы и оценки
Фильм получил смешанные, противоречивые отзывы в российской прессе. По данным сайта-агрегатора рецензий «Критиканство», где оценки рассчитываются по формуле Байеса, средняя оценка фильма составила 60 баллов из 100 на основе 13 отзывов. Положительные обзоры опубликовали издания «Аргументы и факты», «Фонтанка», Кино-театр.ру. Резко раскритиковали его в обзорах изданий «Фильм.ру» и «КГ-Портал». Ряд изданий, в том числе «Коммерсантъ», «Ведомости», «Новая газета», оценили его как средний. Обозреватель «Кинопоиска» Елизавета Кузнецова писала, что фильм «немного скомкан и затянут, однако всё необходимое для успеха в новогодние праздники есть: это всё ещё красочная сказка — с первоклассными артистами и работающей моралью в духе „любовь победит“».
Журналист газеты «Коммерсантъ» Юлия Шагельман раскритиковала фильм за «совершенно не свойственные классическим мультикам обертоны жестокого цинизма и натужность прикрывающего их веселья», отталкивающих (как внешне, так и на уровне характеров) персонажей животных и незапоминающиеся новые песни. Обозреватель Film.ru Владимир Ростовский оценил картину на 4 балла из 10. Он раскритиковал её за «пресность» персонажей, игру и образы актёров, игравших животных, хотя и похвалил работу художников и локации в картине. О музыкальном сопровождении он сказал следующее: «с точки зрения праздного зрителя, музыкальная часть выполнена на достойном уровне, но временами балансирует между рекламным роликом бюджетной линейки духов и известным мемом с переодетым в тинейджера Стивом Бушеми из ситкома „Студия 30“».
3 июля 2025 года известный российский блогер-кинокритик Евгений Баженов (BadComedian) упомянул фильм «Бременские музыканты» в видеообзоре под названием «ПОСМОТРЕЛ ВСЕ СКАЗКИ».

### Комментарии
1. 1 2  Гладков и Энтин указаны как «авторы оригинальных песен».
2. ↑  Год выхода фильма в прокат; премьера состоялась в 2023 году.